# Монро (Мічиган)
Монро (англ. Monroe) — місто (англ. city) у США, центр округу Монро у південно-східній частині штату Мічиган. Населення — 20 462 особи (2020).
Порт Монро — єдиний порт на озері Ері, розташований в штаті Мічиган.
Електростанція у Монро є другою за потужністю серед електростанцій Північної Америки, що працюють на вугіллі.

## Географія
Монро розташоване за координатами 41°55′0″ пн. ш. 83°23′6″ зх. д. / 41.91667° пн. ш. 83.38500° зх. д. (41.916678, -83.384903).  За даними Бюро перепису населення США в 2010 році місто мало площу 26,37 км², з яких 23,74 км² — суходіл та 2,63 км² — водойми.

### Клімат
Місто знаходиться у зоні, котра характеризується вологим континентальним кліматом зі спекотним літом. Найтепліший місяць — липень із середньою температурою 23.3 °C (74 °F). Найхолодніший місяць — січень, із середньою температурою -3.6 °С (25.5 °F).
| Клімат Монро            | Клімат Монро | Клімат Монро | Клімат Монро | Клімат Монро | Клімат Монро | Клімат Монро | Клімат Монро | Клімат Монро | Клімат Монро | Клімат Монро | Клімат Монро | Клімат Монро | Клімат Монро |
| Показник                | Січ.         | Лют.         | Бер.         | Квіт.        | Трав.        | Черв.        | Лип.         | Серп.        | Вер.         | Жовт.        | Лист.        | Груд.        | Рік          |
| Абсолютний максимум, °C | 21           | 21           | 28           | 32           | 35           | 41           | 41           | 39           | 39           | 33           | 27           | 20           | 41           |
| Середній максимум, °C   | 0,5          | 1,9          | 6,9          | 14,2         | 21           | 26,8         | 29,3         | 28,2         | 24,2         | 17,4         | 9,2          | 2,6          | 15,2         |
| Середня температура, °C | −3,6         | −2,5         | 2,2          | 8,8          | 15,3         | 21           | 23,3         | 22,3         | 18,3         | 11,7         | 4,8          | −1,3         | 10           |
| Середній мінімум, °C    | −7,7         | −6,9         | −2,6         | 3,3          | 9,5          | 15,2         | 17,4         | 16,4         | 12,3         | 6,1          | 0,4          | −5,1         | 4,9          |
| Абсолютний мінімум, °C  | −27          | −29          | −18          | −11          | −3           | 1            | 1            | 3            | −2           | −6           | −17          | −24          | −29          |
| Норма опадів, мм        | 48           | 44           | 62           | 79           | 81           | 88           | 75           | 81           | 71           | 60           | 60           | 55           | 804          |
| Днів з опадами          | 10           | 9            | 10           | 11           | 12           | 10           | 9            | 9            | 9            | 9            | 10           | 10           | 118          |
| Днів з дощем            | 9,5          | 8,7          | 10,2         | 11,4         | 11,2         | 10           | 8,5          | 8,8          | 8,8          | 8,8          | 10,4         | 10,1         | 115,9        |
| ----------------------- | ------------ | ------------ | ------------ | ------------ | ------------ | ------------ | ------------ | ------------ | ------------ | ------------ | ------------ | ------------ | ------------ |
| Джерело: Weatherbase    |              |              |              |              |              |              |              |              |              |              |              |              |              |

## Демографія
Згідно з переписом 2010 року, у місті мешкали 20 733 особи в 8238 домогосподарствах у складі 5277 родин. Густота населення становила 786 осіб/км².  Було 9158 помешкань (347/км²).
Расовий склад населення:
| - 88,4 % — білих - 6,2 % — чорних або афроамериканців - 0,7 % — азіатів - 0,4 % — корінних американців - 1,2 % — осіб інших рас |

До двох чи більше рас належало 3,0 %. Частка іспаномовних становила 4,1 % від усіх жителів.
За віковим діапазоном населення розподілялося таким чином: 26,2 % — особи молодші 18 років, 60,5 % — особи у віці 18—64 років, 13,3 % — особи у віці 65 років та старші. Медіана віку мешканця становила 36,3 року. На 100 осіб жіночої статі у місті припадало 88,8 чоловіків;  на 100 жінок у віці від 18 років та старших — 84,5 чоловіків також старших 18 років.
Середній дохід на одне домашнє господарство  становив 55 202 долари США (медіана — 44 452), а середній дохід на одну сім'ю — 66 293 долари (медіана — 54 058). Медіана доходів становила 47 349 доларів для чоловіків та 31 918 доларів для жінок. За межею бідності перебувало 19,6 % осіб, у тому числі 27,4 % дітей у віці до 18 років та 9,2 % осіб у віці 65 років та старших.
Цивільне працевлаштоване населення становило 8879 осіб. Основні галузі зайнятості: освіта, охорона здоров'я та соціальна допомога — 23,8 %, виробництво — 20,0 %, роздрібна торгівля — 11,4 %, мистецтво, розваги та відпочинок — 10,3 %.

## Міста-побратими
- Томськ (Росія)
- Хофу (Японія)